# Костюковка (Правдинський район)
Костюковка (рос. Костюковка), до 1947 року — Гейде (нім. Heyde) — селище в Правдинському районі Калінінградської області Російської Федерації. Входить до складу Правдинського міського поселення.